# Weingut Christmann
Das Weingut Christmann befindet sich im Ortsteil Gimmeldingen der rheinland-pfälzischen Stadt Neustadt an der Weinstraße. Auf einer Rebfläche von 19 Hektar werden überwiegend Riesling- und Spätburgunderweine produziert. Seit 2018 führen Steffen Christmann und Tochter Sophie das Weingut. Das Weingut ist Mitglied im Verband Deutscher Prädikatsweingüter (VDP) sowie bei der Vereinigung Respekt Biodyn.

## Geschichte
Zu Beginn des 19. Jahrhunderts formierte sich im Weingut Reichsrat von Buhl in Deidesheim, unweit von Gimmeldingen, der „Deidesheimer Kreis“, eine politische Gruppierung, welche die Ideen des Jungen Deutschlands diskutierte. Zu diesem Freundeskreis gehörten auch die Cousins Johann Martin und Prof. Dr. Louis Häusser, die durch ihre häufigen Kontakte innerhalb der Gruppe eine Geschäftsidee entwickelten: einen eigenen Weingutsbetrieb. 1845 erwarben sie einige Morgen Weinberge im Weindorf Gimmeldingen. In den folgenden Jahrzehnten wuchs der kleine Betrieb zu einem Weingut mittlerer Größe heran. 1894 führte die Heirat von Henriette Häuser, der Enkelin des Gründers, mit Eduard Christmann zur Namensänderung des Betriebs.
1964 übernahmen Fritz und Gisela das Weingut von Arnold Christmann, dessen Namen das Gut heute trägt. Mit harter Arbeit gelang es ihnen, das Weingut nach den Kriegen und der Inflationszeit wieder auf stabile Füße zu stellen. Im Jahr 1994 wurde das Weingut in den Verband Deutscher Prädikatsweingüter (VDP) aufgenommen. Zwei Jahre später, 1996, übernahm Steffen Christmann den Betrieb von seinem Vater Fritz. 2004 erfolgte die Umstellung auf ökologische und biodynamische Bewirtschaftung. Seit 2018 leiten Steffen und Sophie Christmann das Weingut in der siebten bzw. achten Generation. Darüber hinaus ist Steffen Christmann seit 2007 Präsident des VDP.

## Weinlagen und Rebsorten
Die bewirtschafteten Rebflächen sind ausschließlich VDP.Erste Lagen und VDP.Große Lagen und verteilen sich wie folgt: „Gimmeldinger Kapellenberg“, „Königsbacher Heidböhl“, „Ruppertsberger Reiterpfad“, „Mußbacher Eselshaut“, „Gimmeldinger Schlössel“, „Königsbacher Ölberg“, „Gimmeldinger Biengarten“, „Meerspinne Gimmeldingen“, „Ölberg-Hart Königsbach“, „Vogelsang Neustadt“, „Idig Königsbach“. Die Rebfläche des Weinguts ist mit den folgenden Rebsorten bepflanzt: 70 % Riesling, 27 % Spätburgunder und 3 % Weißburgunder.

## Auszeichnungen
- FFFFF von Der Feinschmecker
- 5 Sterne von Wein-Plus
- 5 Sterne von Eichelmann
- 5 Trauben im Gault-Millau
- 5 Sterne im Falstaff Weinguide